# Pietralata

Pietralata is een metrostation in de Italiaanse hoofdstad Rome. Het station werd geopend op 8 december 1990 en wordt bediend door lijn B van de metro van Rome.

## Ligging en inrichting
Het station ligt aan de westkant van de Via Pietralata bij de winkelgalerij aan de Via Pan. De indeling van het station is vrijwel gelijk aan het standaardontwerp van de ondiepgelegen stations van lijn A. Het verschil is dat de verdeelhal niet ondergronds maar in een bovengronds stationsgebouw is ondergebracht. Het bakstenen stationsgebouw heeft twee toegangen op straatniveau. Het station en de wijk zijn genoemd naar Prata Lata (grote weilanden), een groot landgoed dat zich in de oudheid tussen de Via Nomentana, de Via Tiburtina en de linkeroever van de Aniene uitstrekte. 